# Sessões do tribunal na querela do Duque de Saldanha contra o editor do Periódico dos Pobres no Porto
Sessões do tribunal na querela do Duque de Saldanha contra o editor do Periódico dos Pobres no Porto: : historia d'este processo : provas dadas pela accusação : provas dadas pela defeza : analyse succinta do julgamento foi publicado no Porto, no ano de 1855. Constam na autoria da obra os nomes de João Guilherme de Almeida Pinto e  Duque de Saldanha. Esta obra pertence à rede de Bibliotecas municipais de Lisboa e é considerado uma "raridade bibliográfica".